# Ямайска лейбъристка партия
Ямайската лейбъристка партия (на английски: Jamaica Labour Party) е дясноцентристка консервативна политическа партия в Ямайка.
Основана през 1943 година, Лейбъристката партия е едната от двете основни партии в страната. Тя е управляваща през 1962 – 1972, 1980 – 1989 и след 2007 година. Губи парламентарните избори през 2011 година с 47% от гласовете и 21 места в Камарата на представителите.